# Same Mistake
Same Mistake é o segundo single do álbum de James Blunt, chamado All the Lost Souls. O single foi realizado no Reino Unido em 3 de dezembro de 2007. Em 2008, foi a quarta música mais tocada no Brasil, de acordo com a Crowley Broadcast Analysis. Fez parte da trilha sonora internacional da telenovela Duas Caras, sendo tema do casal Marconi Ferraço (Dalton Vigh) e Maria Paula (Marjorie Estiano).

## Paradas
| Paradas (2008)         | Posição |
| ---------------------- | ------- |
| Dutch Top 40           | 29      |
| Swedish Singles top 60 | 25      |
| Italian Download Chart | 13      |
| Turkish Top 20 Chart   | 7       |
| Swiss Singles Chart    | 23      |
| Portugal Singles Chart | 9       |
| Chile Top 100          | 96      |
| Austria Chart          | 21      |
| UK Singles Chart       | 57      |
| Canadian Hot 100       | 69      |